# Olivier Adam
Olivier Adam (Draveil, 12 luglio 1974) è uno scrittore francese.
Nel 2004 ha ottenuto il  Premio Goncourt de la nouvelle (riconoscimento letterario a margine del Premio Goncourt) per la raccolta di racconti Il lungo inverno (Passer l'hiver).
Nel 2005 il suo romanzo Scogliera (titolo originale Falaises) è stato tra i finalisti dei premi Goncourt e Médicis.
Il suo primo romanzo, Io sto bene (Je vais bien, ne t'en fais pas), pubblicato nel 2000, è stato adattato per il cinema da Philippe Lioret (Adam ha partecipato alla stesura della sceneggiatura) e il film omonimo, diretto dallo stesso Lioret e uscito nel 2006, ha riscosso grande successo in Francia e ottenuto vari premi, tra cui due César nel 2007.

## Opere
- Stai tranquilla, io sto bene (Je vais bien, ne t'en fais pas) (2000) - edizione italiana: Minimum fax, 2007
- À l'Ouest (2001)
- Peso leggero (Poids léger) (2003) - Minimum fax, 2008
- Douanes (2004)
- Passer l'hiver,Edition de l'Olivier /Le Seuil, 2004
- Scogliera (Falaises) (2005) - Minimum fax, 2007
- Al riparo di nulla (À l'abri de rien) (2007) - Bompiani, 2009
- Des vents contraires (2009)